# Bastien Dubois

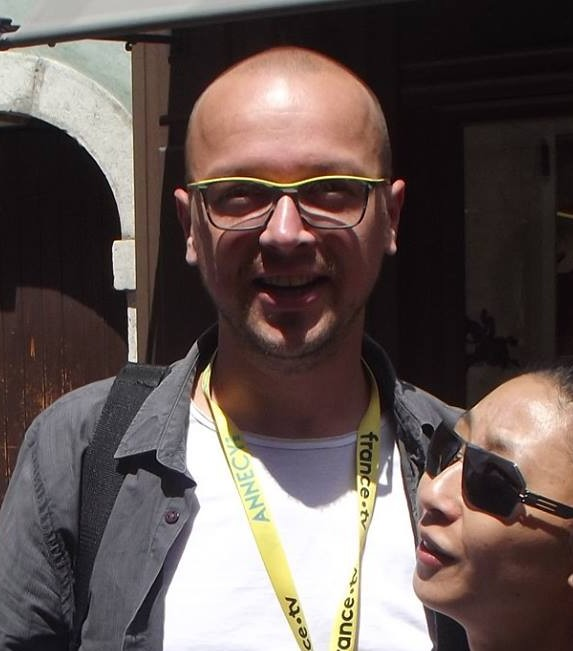
Bastien Dubois, 2018

Bastien Dubois (* 8. September 1983) ist ein französischer Animator und Regisseur.

## Leben
Dubois studierte an der Hochschule für Animationsfilmtechnik Supinfocom in Valenciennes, die er 2006 mit einem Abschluss verließ. Danach arbeitete er als Webmaster und für die Animation von Videospielen. 
Als begeisterter Rucksacktourist zog es ihn auch nach Madagaskar. Dort fertigte er ein Reisetagebuch mit zahlreichen Zeichnungen an, in dem er seine Erlebnisse, u. a. den Besuch einer Famadihana, dokumentierte. In zweijähriger Arbeit kreierte er daraus den elfminütigen Animationsfilm Madagaskar – Ein Reisetagebuch (orig.: Madagascar, carnet de voyage), der 2010 auf dem Sundance Film Festival Premiere feierte. Der hochgelobte Film wurde in Ottawa und auf dem Festival d’Animation in Annecy prämiert. Bei der Oscarverleihung 2011 erhielt Dubois eine Nominierung in der Kategorie Bester animierter Kurzfilm.

## Filmografie
- 2010: Madagaskar – Ein Reisetagebuch (Madagascar, carnet de voyage)
- 2012: Reiseporträts – Griechenland, der Berg Athos (Portraits de voyages Grece: Le mont Athos)
- 2013: Portraits de voyages Japon: Hôjô Jutsu
- 2013: Cargo Cult
- 2020: Ein Kopf voller Erinnerungen (Souvenir, souvenir)